# 尼申施托克山
46°52′11″N 9°1′10″E / 46.86972°N 9.01944°E

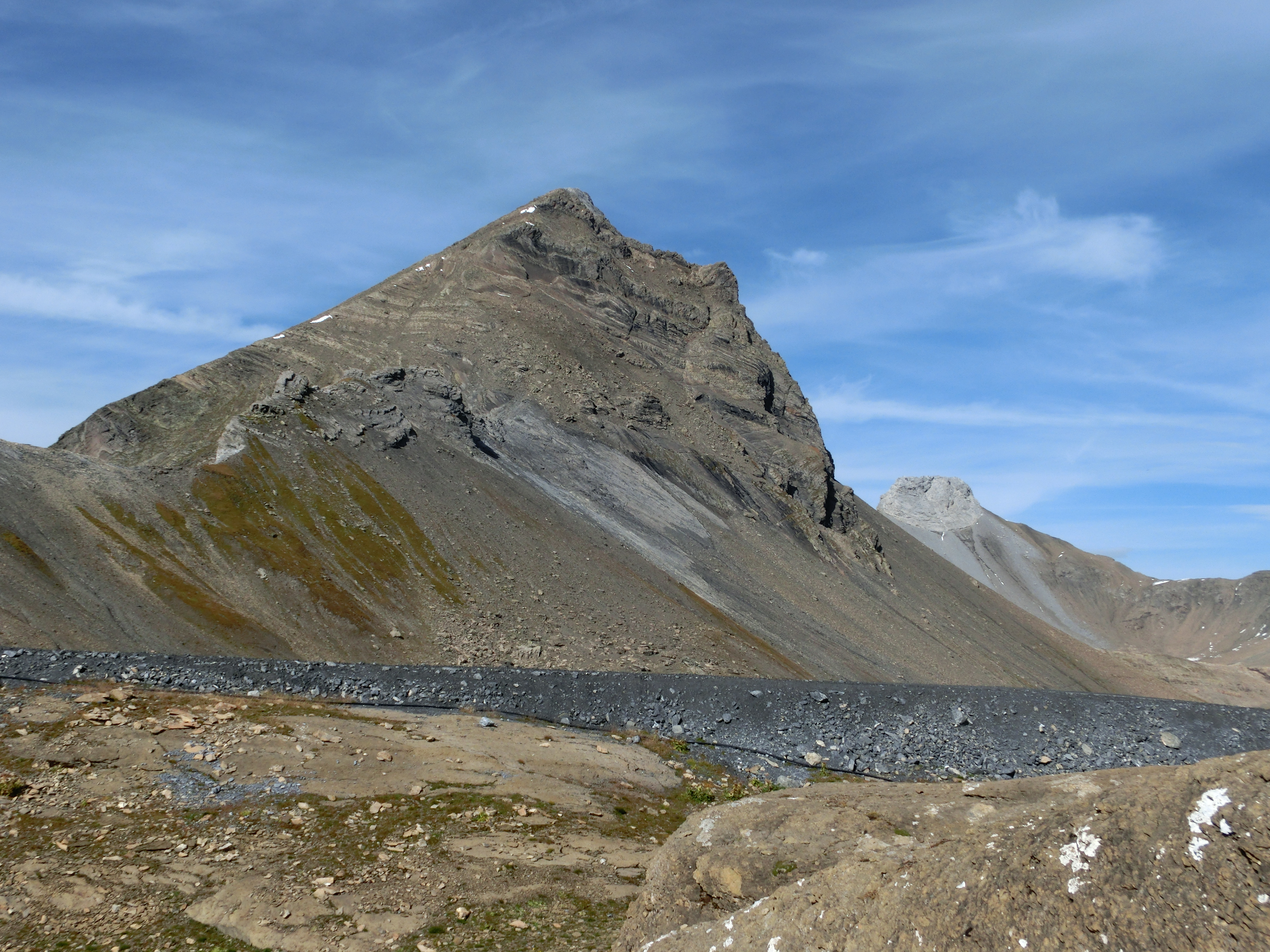

尼申施托克山（Nüschenstock），是瑞士的山峰，位於該國中東部，由格拉魯斯州負責管轄，屬於格拉魯斯山的一部分，海拔高度2,893米，每年平均降雨量1,929毫米。